# Province Sud (Nieuw-Caledonië)
Province Sud is een van de drie provincies van het Franse overzeese gebiedsdeel Nieuw-Caledonië. De provincie omvat de zuidelijke helft van het hoofdeiland Nieuw-Caledonië. Het is verreweg het meest bevolkte en ontwikkelde deel van Nieuw-Caledonië. De provinciale assemblee en het provinciale bestuur zetelen in de Nieuw-Caledonische hoofdstad Nouméa, terwijl de Franse provinciale autoriteiten vanuit La Foa opereren.
De 14 gemeenten in de Province Sud zijn (met nummering verwijzend naar naastliggend kaartje):
1. Thio
2. Yaté
3. Île des Pins
4. Le Mont-Dore
5. Nouméa
6. Dumbéa
7. Païta
8. Boulouparis
9. La Foa
10. Sarraméa
11. Farino
12. Moindou
13. Bourail
14. Poya (zuidelijk deel)